# Родезія на літніх Олімпійських іграх 1928
Південна Родезія (змагалася як Родезія) вперше взяла участь в літніх Олімпійських іграх 1928 року на Олімпіаді в Амстердамі, Нідерланди. 
Ця британська колонія була представлена двома боксерами, жоден не зміг завоювати медаль. Перший вибув в 1/16 фіналу, другий - в чвертьфіналі.
Після цього Родезія не брала участь в Олімпійських іграх аж до 1960 року.